# 青海三普足球俱乐部
青海三普足球俱乐部是一家已经解散的中国足球俱乐部，位于中国青海省西宁市，成立于1999年4月6日，是中国足球职业化后青海省的第一家足球俱乐部。青海三普参加了当年的中国足球乙级联赛。青海三普足球俱乐部由青海三普药业股份有限责任公司、青海庆泰信托投资有限责任公司和创业公司共同出资设立。其中，青海三普药业股份有限公司投资255万人民币，占俱乐部股权的51%。俱乐部通过转会、租借，从甲级、乙级联赛球队中招募了23名球员。原八一队主教练李宙哲担任首任主教练，但在三轮比赛后因身体原因请辞。青海三普在该赛季的中乙联赛中未能冲上甲级。赛季后，俱乐部解散。